# Jean-Marie Vanlerenberghe
Jean-Marie Vanlerenberghe (ur. 29 marca 1939 w Bully-les-Mines) – francuski polityk, inżynier i samorządowiec, mer Arras, eurodeputowany II i III kadencji, senator.

## Życiorys
Z wykształcenia inżynier, kształcił się w instytucie katolickim ICAM w Lille, a także w Centre des hautes études de la construction. Pracował w branży budowlanej i tekstylnej. W latach 1981–1986 kierował CMAR, krajową federacją działającą w sektorze kredytów rolnych.
Był działaczem Unii na rzecz Demokracji Francuskiej, a w jej ramach członkiem Centrum Demokratów Społecznych. W latach 1986–1989 i 1993–1994 sprawował mandat posła do Parlamentu Europejskiego II i III kadencji. Był radnym regionu Nord-Pas-de-Calais i radnym miejskim, a od 1995 do 2011 merem Arras. W 2001, 2011, 2017 i 2023 wybierany w skład Senatu z departamentu Pas-de-Calais. W 2007 współtworzył Ruch Demokratyczny, później przeszedł do Unii Demokratów i Niezależnych.
Ojciec polityk Isabelle Florennes.